# قطعنامه ۲۲۵۴ شورای امنیت
قطعنامه ۲۲۵۴ شورای امنیت یکی از قطعنامه‌های شورای امنیت است که در ۱۸ دسامبر ۲۰۱۵، برای پایان دادن به جنگ سوریه صادر شد.
این قطعنامه به عنوان نقشه راه پایان بحران سوریه است.
در این قطعنامه، که بر آتش‌بس و حل و فصل سیاسی بحران سوریه تأکید دارد، تشکیل یک دولت وحدت ملی در سوریه پیش‌بینی شد که خواستار توقف فوری حملات علیه اهداف غیرنظامی شده‌است. همچنین این قطعنامه خواستار تشکیل دولتی قانونی، فراگیر و غیرفرقه ای در شش ماه آینده شد و تأکید کرد که در ۱۸ ماه آینده انتخاباتی آزاد و عادلانه بر پایه قانون اساسی جدید برگزار شود.
این قطعنامه گروه‌های داعش و جبهه النصره را از دایره مذاکرات سوری– سوری جدا می‌کند و به همین دلیل صراحتاً اعلام می‌دارد که روند برقراری صلح در سوریه به پایان یافتن درگیری‌ها در آن کشور منجر نخواهد شد.

## بعد از پذیرش قطعنامه
این قطعنامه از سوی ایران، روسیه و ترکیه به عنوان مبنای قانونی روند سیاسی مورد نیاز برای حل مناقشه سوریه در دور اول مذاکرات آستانه در ژانویه ۲۰۱۷ مورد استناد قرار گرفت.